# Nintendo optical disc
Nintendo optical disc (dysk optyczny Nintendo) – zbiór formatów dysków optycznych przeznaczonych do dystrybucji gier wideo na konsole stworzone przez firmę Nintendo. Nazwa ta obejmuje formaty GameCube Game Disc, Wii Optical Disc oraz Wii U Optical Disc.

## Format

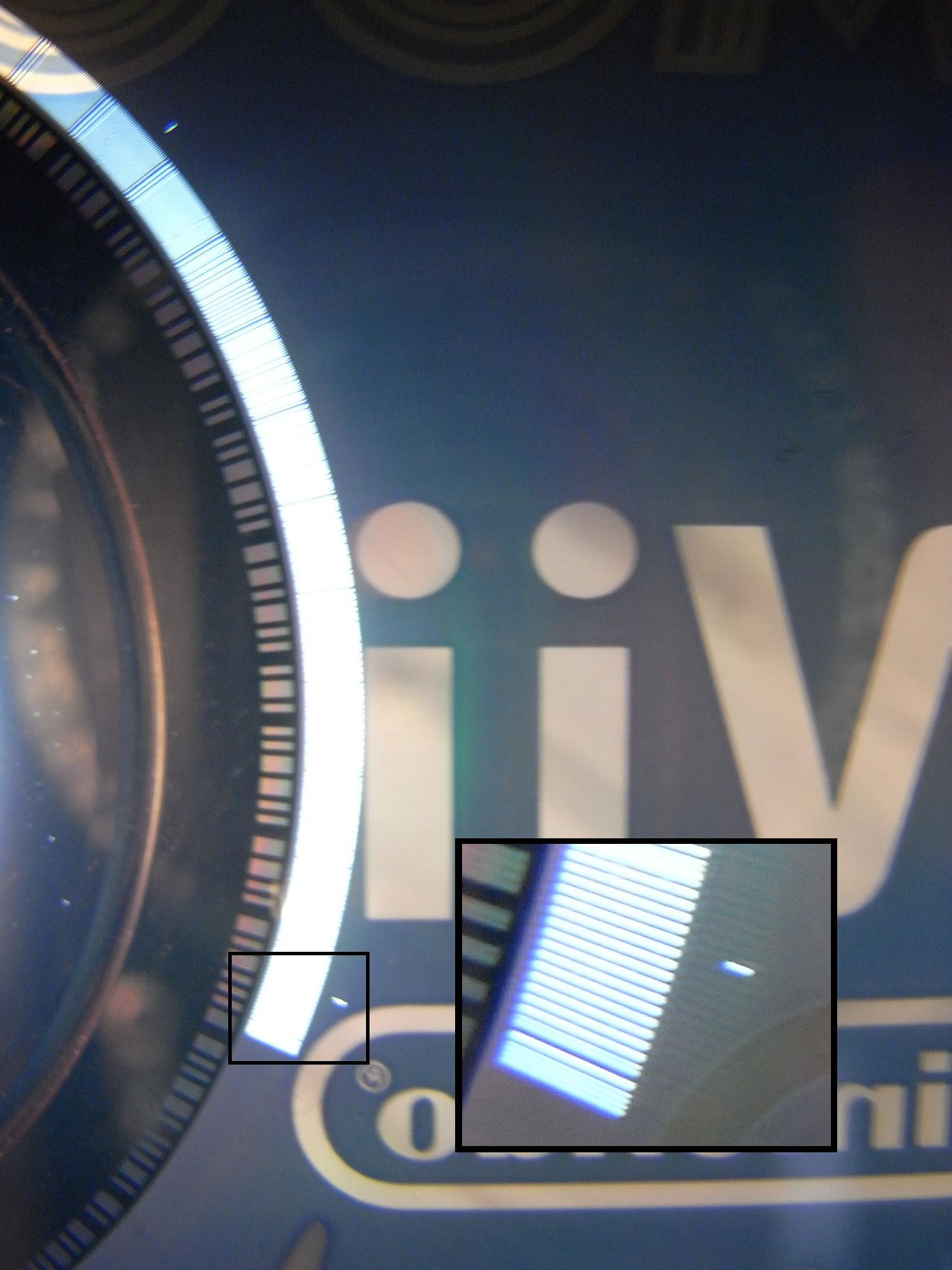
Kod kreskowy BCA na płycie dla systemu Wii.

Dyski GameCube Game Disc to nośnik przeznaczony dla GameCube stworzony przez Matsushita a następnie wykorzystany w Wii dzięki wstecznej kompatybilności. Dyski te mają pojemność 1,5 GB, średnicę 8 cm i są oparte na technologii miniDVD, ze stałą prędkością kątową odczytu. Nintendo wprowadziło ten format w celu zapobieżenia naruszenia praw autorskich gier, w celu uniknięcia opłat licencyjnych dla DVD Forum i aby zmniejszyć czas ładowania.
Format ten był krytykowany z powodu niewielkiej pojemności. Na potrzeby Wii, Nintendo rozszerzyło technologię na pełnorozmiarowe 12 centymetrowe dyski DVD o pojemności 4,7 GB (lub 8,54 GB dla dysków dwuwarstwowych).
Każdy dysk posiada specjalny kod kreskowy BCA utworzony za pomocą lasera.